# Batalla de Mag Femen
La Batalla de Mag Femen (también Mag Feimin y Magh-Feimhin) fue un conflicto armado que tuvo lugar el 22 de agosto de 917 entre los vikingos  de Uí Ímair, dirigido por Ragnall, nieto de Ímar, y los irlandeses de Uí Néill, dirigido por Niall Glúndub, Gran Rey de Irlanda. Junto a la batalla de Confey, fue una de las dos batallas que involucraron a Uí Ímair aquel año, como resultado de que Uí Ímair intentara recuperar el Reino de Dublín que habían perdido en 902. La batalla comenzó cuando las fuerzas de Niall Glúndub atacaron a un ejército vikingo en un sitio identificado por los anales irlandeses como Topar Glethrach en Mag Femen. Los irlandeses inicialmente infligieron la mayoría de las bajas, pero al final del día una gran cantidad de tropas lideradas por Ragnall reforzaron el ejército vikingo, asegurando la victoria para Uí Ímair.

## Precedentes
El dominio vikingo Uí Ímair sobre Dublín llegó a su fin en 902, cuando Uí Ímair habían sido expulsados de la ciudad por una fuerza conjunta dirigida por Máel Finnia mac Flannacán de Brega y Cerball mac Muirecáin de Leinster. 
Sin embargo, esta expulsión fue temporal y las incursiones vikingas continuaron en los asentamientos irlandeses. En 914, una gran flota vikinga navegó a la ciudad de Waterford  controlada por los vikingos, y al año siguiente se establecieron más vikingos en Limerick, aunque Dublín permaneció fuera del control de Uí Ímair. En 917 dos miembros prominentes de Uí Ímair, Ragnall y Sitric Cáech, nietos de Ímar, navegaron en flotas separadas hacia Irlanda, Ragnall desembarcó en Waterford y Sitric Cáech en Cenn Fuait en Leinster. La ubicación exacta de "Cenn Fuait" es incierta. Los  anales de Ulster  describen a Cenn Fuait como parte del airer de Leinster.  (Airer  es una palabra irlandés que significa "costa" o "región fronteriza"). Las sugerencias para la ubicación incluyen Confey cerca de la actualidad Leixlip, Condado de Kildare y St Mullin's, Condado de Carlow. Varios reinos irlandeses reunieron fuerzas para tratar de expulsar a los vikingos una vez más, incluidos Niall Glúndub, Gran Rey de Irlanda  que dominaba en norte de  Uí Néill y Augaire mac Ailella, rey de Leinster. Los vikingos se encontraron con Niall Glúndub y los hombres del Uí Néill en la batalla de Mag Femen en el condado de Tipperary.

## La batalla
Según los Anales del Ulster, el ejército de Niall Glúndub marchó hacia el sur a la guerra contra el Uí Ímair y se detuvo el 22 de agosto en Topar Glethrach en Mag Femen. Una fuerza de vikingos estaba cerca, y los irlandeses comenzaron la batalla atacando por la mañana. La batalla duró hasta la noche, con alrededor de 100 bajas entre los dos bandos, la mayoría del lado vikingo. La situación cambió cuando llegó un gran número de refuerzos liderados por Ragnall, y los irlandeses huyeron de regreso a su campamento. Los  Anales de los Cuatro Maestros  dan una cuenta similar pero ligeramente diferente de la batalla. En ese relato, mil cien hombres murieron en la batalla, no cien, y también dice que los irlandeses huyeron de la batalla antes de la llegada de Ragnall. Los Anales de los Cuatro Maestros también enumera varias bajas que no figuran en la cita de Anales de Ulster: el jefe de Cairrge Brachaidhe que no cita nombre; Máel Finnén mac Donnagáin, jefe de Úi Cearnaigh; y Fergal mac Muirecáin, jefe de Uí Chreamhthainn.
No obstante, ambos relatos coinciden en que, después de la batalla, una pequeña fuerza dirigida por Niall Glúndub acampó y mantuvo su posición contra el ejército de Ragnall durante veinte noches. Niall envió un mensaje a Leinster de que deberían traer un ejército para sitiar a la fuerza vikinga. Los hombres de Leinster respondieron, pero su fuerza fue destruida y su rey Augaire mac Ailella asesinado por el ejército de Sitric Cáech en la Batalla de Confey. La muerte de Augaire marcó el final de la oposición efectiva al regreso de los vikingos a Irlanda. Sitric llevó a sus hombres a un regreso triunfal a Dublín, donde se estableció como rey, mientras que Ragnall regresó a Inglaterra y pronto se convirtió en rey de Jórvik.